# Suport (matemàtiques)
En matemàtiques, es denomina suport d'una funció al conjunt de punts on la funció no és zero, o a la clausura d'aquest conjunt. Aquest concepte és usat molt àmpliament en anàlisi matemàtica. A la classe de funcions amb suport que estan fitades també exerceix un paper major en diversos tipus de teories de dualitat matemàtica.

## Definició
Tècnicament es defineix el suport d'una funció {\displaystyle f(x)} qualsevol de la següent manera::

{\displaystyle {\mbox{sup}}\;f=\{x\in \mathbb {R} ^{n}|f(x)\neq 0\}}.

Es diu que una funció té suport compacte si l'adherència del conjunt on no és nul·la conforma un conjunt tancat i fitat.